# Salvatore Nobili Vitelleschi
Pour les articles homonymes, voir Nobili et Vitelleschi.
Salvatore Nobili Vitelleschi (né le 28 juillet 1818 à Rome, et mort le 17 octobre 1875 à Rome) est un cardinal italien du XIXe siècle.
Il est de la famille des cardinaux Giovanni Vitelleschi (1437), Roberto de' Nobili (1553) et le pseudo-cardinal Bartolomeo Vitelleschi (1444). Un autre membre de la famille est Mutio Vitelleschi, le supérieur général des jésuites de 1615 à 1645.

## Biographie
Salvatore Nobili Vitelleschi exerce diverses fonctions au sein de la Curie romaine, notamment auprès de la Rote romaine et de la Chambre apostolique. Il est élu archevêque titulaire de Séleucie-de-Piérie (de) en 1856 secrétaire de la Congrégation de l'immunité ecclésiastique. Vitelleschi est transféré au diocèse d'Osimo et Cingoli, mais ne peut pas gouverner son diocèse, comme le gouvernement italien ne donne pas son exequatur et il résigne en 1871.
Le pape Pie IX le crée cardinal in pectore lors du consistoire du 5 mars 1875. Sa création est publiée le 17 septembre 1875.